# Керимова, Сурая Аббаскулу кызы
Сурая Аббаскулу кызы Керимова (азерб. Sürəyya Abbasqulu qızı Kərimova; 15 февраля 1922, Карадаглы, Шушинский уезд — 2 августа 1993) — советский азербайджанский хлопковод, звеньевая колхоза имени Тельмана, Герой Социалистического Труда (1948). Депутат Верховного Совета СССР 8—9-го созывов. Депутат Верховного Совета Азербайджанской ССР 2—5-го созывов. Мать-героиня.

## Биография
Родилась 15 февраля 1922 года в крестьянской семье в селе Карадаглы Шушинского уезда Азербайджанской ССР (сегодня — Агдамский район).
С 1939 года колхозница, с 1941 года звеньевая колхоза имени Тельмана Агдамского района.
Осваивала и применяла новые агрономические и агротехнические методы, изучала опыт передовых хлопководов республики. В 1945 году звено под руководством Керимовой впервые выполнило план по урожайности хлопка на 100 %, получив с каждого гектара 43 центнера, в 1946 году молодой хлопковод со своим звеном получила 83 центнера хлопчатника с гектара. В 1947 году звено получило 86,3 центнера хлопка с гектара на площади 5 гектаров.
Указом Президиума Верховного Совета СССР от 10 марта 1948 года за получение высоких урожаев хлопка при выполнении колхозом обязательных поставок была удостоена звания Героя Социалистического Труда с вручением ордена Ленина и золотой медали «Серп и Молот».
Активно участвовала в общественной жизни Азербайджана и Советского Союза. Член КПСС с 1946 года. Депутат Верховного Совета СССР 8-го и 9-го созывов, Депутат Верховного Совета Азербайджана со 2-го по 5-й созыв. Делегат XXIV и XXV съездов КПСС, XI съезда ВЛКСМ, XXVIII и XXIX съезда КП Азербайджана, избиралось членом ЦК КП республики. Участница Всемирного конгресса мира (1949), 3-го Всесоюзного съезда колхозников (1969) и 3-го съезда женщина Азербайджана (1967).

## Память
- О Сурае Керимовой были сняты следующие документальные фильмы:
  - «Çağırışa cavab» (1947);
  - «Sürəyya» (1973);
  - «Oktyabrın şəfəqləndirdiyi yol» (1977).
- В 1947 году азербайджанский композитор Саид Али оглы Рустамов написал песню «Сурая» на стихи поэта Зейнала Аббаса оглы Джаббарзаде.

## Награды
- Герой Социалистического Труда (10.03.1948);
- дважды Орден Ленина (1947, 1948);
- Орден Октябрьской Революции (1971);
- дважды Орден Трудового Красного Знамени (1966, 1978);
- Звание «Мать-героиня» (1965);
- Мастер хлопка Азербайджанской ССР (1957).